# Chang'e 6
För andra betydelser, se Chang'e (olika betydelser).
Chang'e 6 (嫦娥六号; Cháng'é liùhào) är en obemannad kinesisk rymdsond som är planerad att landa på månen för att ta hem markprover till jorden. Chang'e 6 är en del i Kinas rymdprogram och den tredje fasen i Chang'eprogrammet för att utforska månen.
Chang'e 6 skötsupp med bärraketen Chang Zheng 5 från Wenchangs satellituppskjutningscenter i Hainan den 3 maj 2024.
Namnet Chang'e kommer från den kinesiska mytologiska mångudinnan Chang'e som flög till månen.